# Iglesia de San Antonio Abad (Villanueva de Viver)
La iglesia parroquial de San Antonio Abad, en Villanueva de Viver, en la comarca del Alto Mijares es lugar de culto, catalogado, de manera genérica, como Bien de Relevancia Local según la Disposición Adicional Quinta de la Ley 5/2007, de 9 de febrero, de la Generalitat, de modificación de la Ley 4/1998, de 11 de junio, del Patrimonio Cultural Valenciano (DOCV Núm. 5.449 / 13/02/2007), con código: 12.08.133-001
Esta iglesia está pertenece al arciprestazgo número 2 de la Diócesis de Segorbe-Castellón, conocido como de San Antonio Abad, con sede en Jérica.

## Descripción
Se trata de una modesta construcción de finales del siglo XVII cuya construcción se finalizó a principios del siglo XVIII, siguiendo las pautas del estilo gótico y clásico.
Presenta una planta de cruz latina y nave única, capillas laterales y a los pies de la misma un coro alto con una curiosa balaustrada datada del siglo XVIII.
La fachada presenta portada en retablo acabada en un ancho y pequeño hastial decorado con un reloj mecánico, y cubierta de tejas de mayor altura que el resto de la planta.
Presenta también torre campanario con una sola campana en uno de sus cuerpos. La campana se llama “San Martín”, de 33 cm de diámetro, con una altura de 30 centímetros y un peso aproximado de 21 kilos. Está realizada en 1996 por la fundición Hermanos Portilla de Gajano, localidad del municipio de Marina de Cudeyo (Cantabria, España), pese a que en la campana la marca de fábrica pone que su fundidor fue Industrias Manclús.
En su interior se conservan algunas piezas de orfebrería de cierto valor histórico artístico.